# Пудербах
Пудербах (нем. Puderbach) — община в Германии, в земле Рейнланд-Пфальц. 
Входит в состав района Нойвид. Подчиняется управлению Пудербах.  Население составляет 2215 человек (на 31 декабря 2010 года). Занимает площадь 11,03 км².